# Faber Lotto-Service

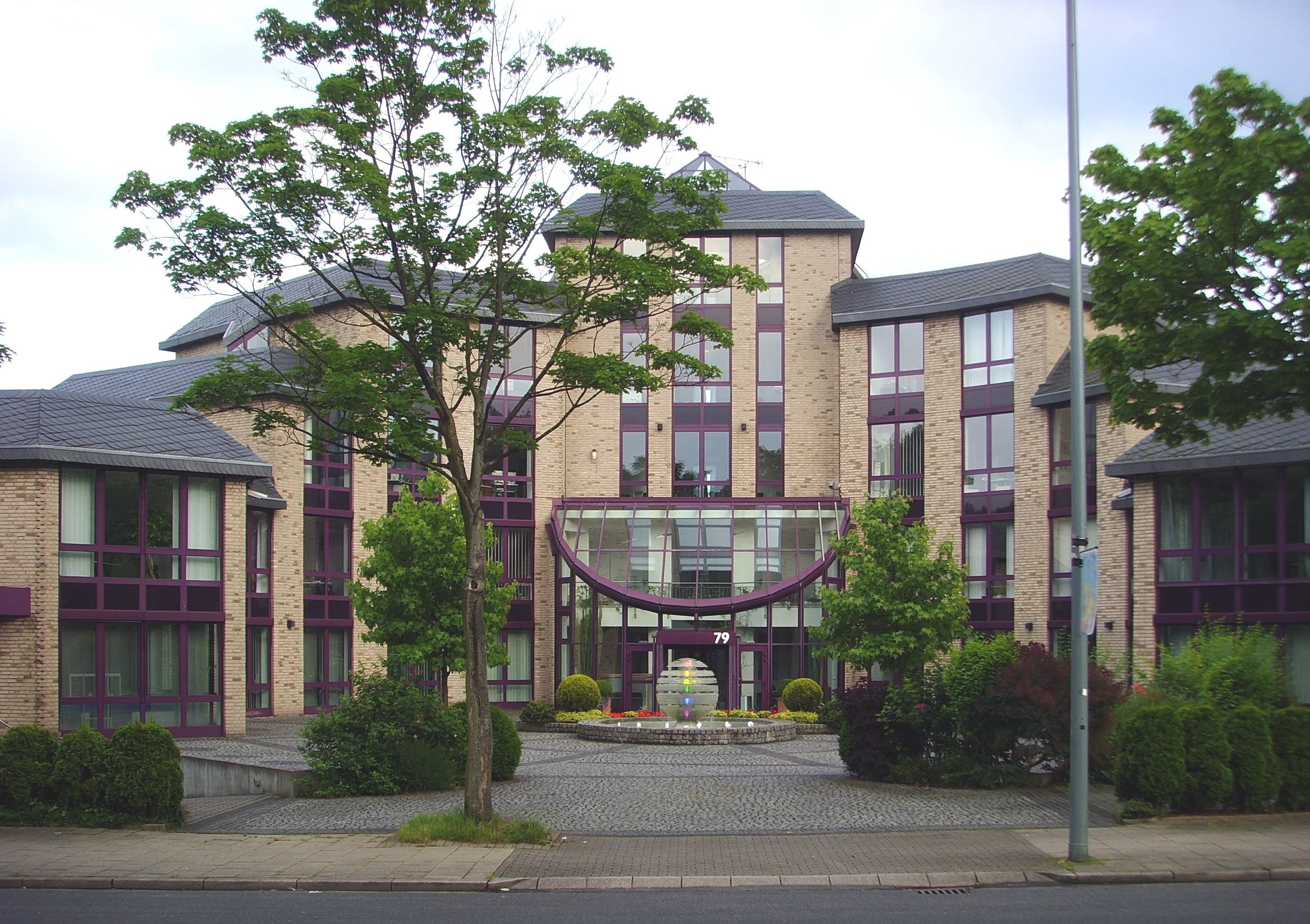
Sitz an der Markstraße in Bochum

Die Faber Lotto-Service GmbH ist ein Dienstleistungsunternehmen im Bereich des deutschen Lotto- und Lotteriemarkts und Anbieter von Lotto-Spielgemeinschaften. Faber organisiert diese unter Einbeziehung des sogenannten Hochquotenspiels, das sich die Eigenschaften von Lotto als Totalisatorwette zunutze macht. Darüber hinaus ist die Staatliche Lotterieeinnahme Faber KG einer der größten Lotterieeinnehmer der Nordwestdeutschen Klassenlotterie (NKL).

## Geschichte

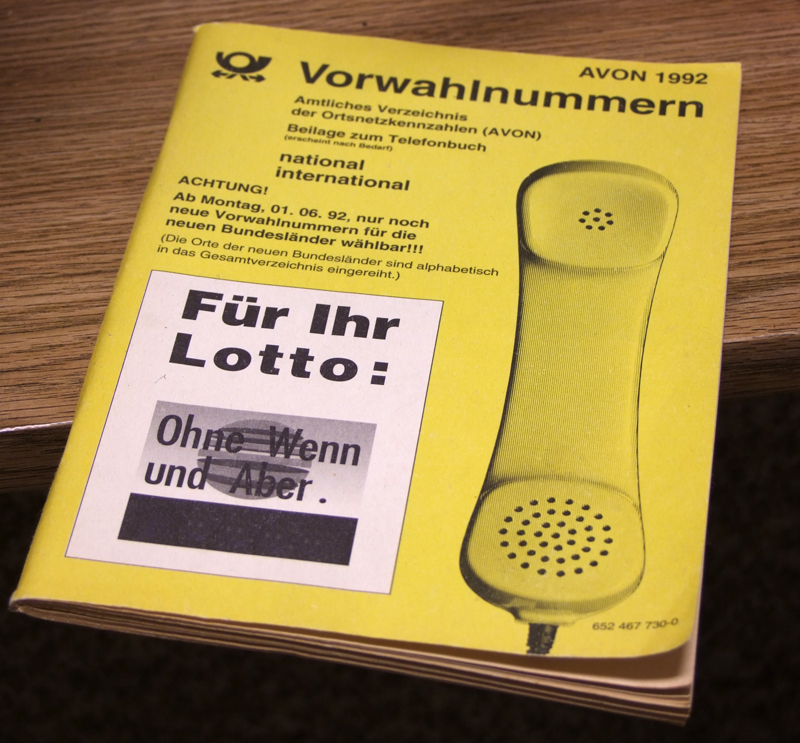
Werbung auf dem AVON von 1992. »Für Ihr Lotto: Ohne Wenn und Aber. FABER« (Anmerkung: Der Schriftzug FABER wurde auf dem Bild digital geschwärzt)

Die Faber Lotto-Service GmbH wurde 1970 von Norman Faber (* 1945) in Bochum gegründet. Bekanntheit erlangte das Unternehmen vor allem durch groß angelegtes Direktmarketing, Sponsoring und TV-Spots. Faber war von 1992 bis einschließlich der Saison 2001/2002 Hauptsponsor des VfL Bochum und von 1997 bis 1999, mit der eigens gegründeten Faber Sportswear, Ausrüster des Vereins.
Der Lottoservice wirbt mit hohen Gewinnen durch das bereits erwähnte Hochquotenspiel. Dabei sollen die Spielgemeinschaften diejenigen Zahlenreihen tippen, auf die möglichst wenig andere Teilnehmer setzen. Dass dieses Ziel mit der von Faber praktizierten Methode erreicht werden kann, ist wissenschaftlich jedoch nicht erwiesen.
Im Internet vermittelte der Lottoservice von 2007 bis Ende 2008 das staatliche Lotto 6 aus 49. Nach Inkrafttreten des Glücksspielstaatsvertrages, den Norman Faber mit ganzseitigen Zeitungsanzeigen öffentlich kritisierte, war eine Online-Lotto-Vermittlung dann nicht mehr zulässig. Zum 1. Januar 2009 stellte das Unternehmen diese ein, nachdem das Bundesverfassungsgericht mit Beschluss vom 17. Dezember 2008 (Az. 1 BvR 3409/08) eine Verfassungsbeschwerde der Faber Lotto-Service GmbH nicht zur Entscheidung angenommen hatte. Die Richter sahen keine Aussicht auf Erfolg, da eine Verletzung von Grundrechten und grundrechtsgleichen Rechten in ihren Augen nicht vorlag. Zu einer grundsätzlich anderen Rechtsauffassung kam 2010 der Europäische Gerichtshof. In einem Urteil vom 8. September hob er das im ebenfalls im Glücksspielstaatsvertrag verankerte Sportwettmonopol für staatliche Anbieter auf.
1992 erwirtschaftete das Unternehmen 300 Mio. D-Mark und hatte 150 Beschäftigte. Zu besten Zeiten betrug der Umsatz 300 Millionen Euro, nach der Neuregelung des Glücksspielstaatsvertrages sank er jedoch um mehr als 80 Prozent. 2008 nahm Faber nur noch 43,25 Mio. Euro ein, 2009 lediglich 29,17 Mio. Euro.
2011 verklagte das Unternehmen das Land Nordrhein-Westfalen wegen der Auflagen aus dem Glücksspielstaatsvertrag und gewann. Nach Inkrafttreten des Glücksspieländerungsstaatsvertrags im Juli 2012 erhielt Faber die Erlaubnis, im Internet als Spielevermittler aufzutreten.

## Produkte
Das Unternehmen bietet auf seiner Website die Möglichkeit zum Lottospiel „6 aus 49“ sowie zum Eurojackpot-Tipp an.

## Irreführende Werbung und Kritik
Faber wurde in der Vergangenheit dafür kritisiert, irreführend mit „falschen Millionären“ geworben zu haben. Faber zog daraufhin einen Werbespot mit Schauspielern, die sich als Lottomillionäre ausgaben, zurück.